# ZYX Music
ZYX Records é uma gravadora Alemã criada em 1971 pelo alemão Bernhard Mikulski.
Foi criada para promover a musica Pop na Alemanha, Suíça e Dinamarca e hoje comporta cantores de Jazz, Pop, Eletrônica, Hip Hop e Blues.

## Artistas
A gravadora distribui ou representa centenas de artistas internacionais.

## Ligações Externas
- Lista de Artistas distribuídos ou representados